# Habitatge a l'avinguda de Cusí i Furtunet, 40 (el Masnou)
La casa de l'avinguda de Cusí i Furtunet, 40 és un edifici del municipi del Masnou (Maresme) construït l'any 1950 inclòs en l'Inventari del Patrimoni Arquitectònic de Catalunya.

## Descripció
Es tracta d'un habitatge aïllat als quatre vents de planta rectangular i envoltat de jardí. Consta d'un sol cos de dues plantes cobert amb una teulada de dos vessants i el carener perpendicular a la façana orientada a migdia.

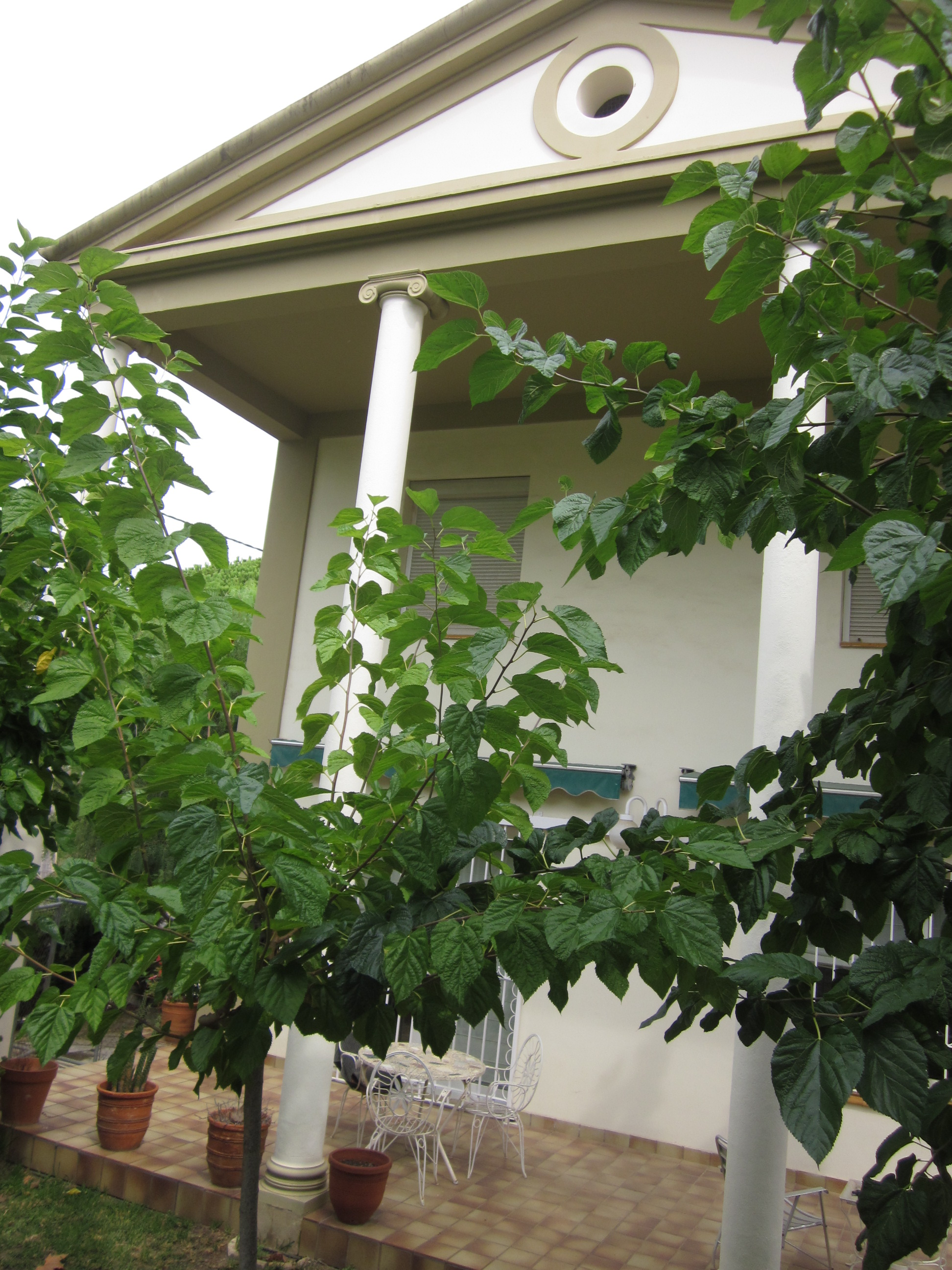
Detall del porxo lateral d'aire clàssic l'any 2013, desaparegut arran de la reforma actual

El focus d'interès era a la façana lateral dreta, que no correspon a l'entrada des de l'exterior. El carener de la teulada, situat de forma paral·lela a la façana principal, fa que el mur lateral es formi un frontó triangular de tipus clàssic que, abans de la reforma actual, estava suportat a la part inferior per columnes clàssiques coronades per capitells jònics formant un porxo. Malgrat aquests elements, que la situaven dins la tradició clàssica, les proporcions eren absolutament desproporcionades, ja que eren excessivament primes per l'alçada.